# Универзитет у Урошевцу
Универзитет примењених наука у Урошевцу (алб. Universiteti i Shkencave të Aplikuara në Ferizaj) је државни универзитет у Урошевцу. Настава се одвија на албанском језику, по наставном плану и програму Републике Косово.

## Факултети
- Факултет инжењерства и информатике
- Факултет за туризам и животну средину
- Факултет за архитектуру, дизајн и технологију дрвета
- Факултет за менаџмент
- Факултет примењених уметности